# Crimsonita
La crimsonita és un mineral de la classe dels fosfats que pertany al grup de la carminita. El nom es basa en el color vermell intens (carmesí, crimson en anglès) del mineral i en el fet que és l'anàleg fosfat de la carminita, un mineral amb un color vermell intens molt similar i el nom del qual també es basa en el seu color (carmí).

## Característiques
La crimsonita és un fosfat de fórmula química PbFe³⁺₂(PO₄)₂(OH)₂. Va ser aprovada com a espècie vàlida per l'Associació Mineralògica Internacional l'any 2015, sent publicada per primera vegada el mnateix any. Cristal·litza en el sistema ortoròmbic. La seva duresa a l'escala de Mohs és 3,5.
L'exemplar que va servir per a determinar l'espècie, el que es coneix com a material tipus, es troba conservat a les col·leccions mineralògiques del Museu d'Història Natural del Comtat de Los Angeles, a Los Angeles (Califòrnia) amb el número de catàleg: 65558.

## Formació i jaciments
Va ser descoberta a la mina Silver Coin, ubicada a la localitat de Valmy, dins el districte miner d'Iron Point del comtat de Humboldt (Nevada, Estats Units), tractant-se de l'únic indret de tot el planeta on ha estat descrita aquesta espècie mineral.